# Moeris Lacus
Moeris Lacus  è una caratteristica di albedo della superficie di Marte.